# Phaonia trigona
Phaonia trigona är en tvåvingeart som beskrevs av Shannon och Ponte 1926. Phaonia trigona ingår i släktet Phaonia och familjen husflugor. Inga underarter finns listade i Catalogue of Life.